# Drew, Mississippi
Drew är en ort i Sunflower County i Mississippi. Vid 2020 års folkräkning hade Drew 1 852 invånare.